# 黄金兔鼠
黄金兔鼠（学名：Pipanacoctomys aureus）是啮齿目八齿鼠科中的一种，分布于阿根廷西北部卡塔马卡省的皮帕纳科盐沼，以一种耐盐植物为食。受到栖息地消失的威胁，已成为IUCN红色名录中的极危物种。